# Seznam AAR oznak (M)

## M
- MAA  - Magma Arizona Railroad
- MAAX - Maxx Leasing Company
- MACX - Mac Acquisitions
- MADU - Magnum Speditionsgelleshaft GMBH
- MAEU - Maersk Lines
- MAGX - Magnimet, Monroe Scrap Division
- MAIX - Macon Iron and Paper Stock, Inc.
- MAJU - Malaysian International Shipping Corporation
- MALX - Mid-America Locomotive and Car Repair, Inc.
- MALZ - American President Lines
- MANX - Manchester Gas Company; Williams Energy Ventures, Inc.
- MAPX - MAPCO Products Company; Williams Energy Ventures, Inc.
- MARX - MidAmerican Energy Corporation
- MARZ - MARTRAC
- MASX - GE Rail Services
- MATU - Matson Navigation Company
- MATX - Merchants Investment Company
- MATZ - Matson Navigation Company
- MAW  - Maumee and Western Railroad
- MAXU - Maxu Containers, Ltd.
- MAXX - MidAmerican Energy Company
- MAYW - Maywood and Sugar Creek
- MB   - Meridian and Bigbee Railroad; M&B Railroad
- MBBX - Tank Car Services, Inc.
- MBCX - M.B.C.X. Leasing, LLC
- MBFX - MBF Industries, Inc.
- MBIX - Morse Brothers, Inc.
- MBKX - MRC Rail Services, LLC
- MBLX - Exxon-Mobil Corporation
- MBPX - MacMillan-Bloedell, Inc.
- MBRR - Meridian and Bigbee Railroad
- MBSX - Mid-South Bulk Services, Inc.
- MBTX - Massachusetts Bay Transportation Authority
- MC   - Conrail
- MCCX - Mount Vernon Coal Transfer Company; Mount Vernon Transfer Terminal, LLC
- MCDX - Redland Worth Corporation; Sunbelt Cement, Inc.
- MCER - Massachusetts Central Railroad
- MCEU - Massachusetts Central Railroad
- MCEZ - Massachusetts Central Railroad
- MCHX - Trinity Rail Management, Inc.
- MCIX - Mobley Company, Inc. (Applied Chemicals Division)
- MCLR - McLaughlin Line Railroad
- MCLX - Morrison Car Leasing, Inc.
- MCMU - Management Control and Maintenance, SA
- MCMX - M C Rail Services, Ltd.
- MCPX - Monsanto Company; Solutia, Inc.
- MCR  - McCloud River Railroad; McCloud Railway
- MCRR - Monongahela Connecting Railroad
- MCRX - Marcus Rail Transport
- MCRY - Mid Continent Railway
- MCSA - Moscow, Camden and San Augustine Railroad
- MCSU - China Ocean Shipping Company
- MCTA - Minnesota Central Railroad
- MCTX - Modern Continental Construction Company, Ltd.
- MCVX - Massachusetts Call/Volunteer Firefighters Association
- MD   - Municipal Docks
- MDAX - Merchants Despatch Transportation Corporation
- MDCX - Mexicana De Cobre, SA de CV
- MDDE - Maryland and Delaware Railroad
- MDDX - Old Line Holding Company, Inc.
- MDIX - Modern Dispersions, Inc.
- MDKX - Gardau MRM Steel, Inc. (Mandak Metal Processors Division)
- MDLR - Midland Terminal Company
- MDP  - Mexican Pacific Railroad (Ferrocarril Mexicano del Pacifico, SA)
- MDR  - Kansas City Southern Railway
- MDS  - Meridian Southern Railway
- MDSB - Burlington Northern Railroad
- MDSZ - Medspan Shipping Service, Inc.
- MDT  - Merchants Despatch Transportation Corporation
- MDTX - Merchants Despatch Refrigerator Line
- MDW  - Minnesota, Dakota and Western Railway
- MDWU - Minnesota, Dakota and Western Railway
- MDWZ - Minnesota, Dakota and Western Railway
- ME   - Morristown and Erie Railway
- MEC  - Maine Central Railroad
- MECX - Trinity Rail Management, Inc.
- MEFX - MexFresh, LLC
- MEFZ - MexFresh, LLC
- MELX - Sunbelt Cement, Inc.
- MEPX - McGraw-Edison Company
- MERX - Merco
- MESX - Mears/CPG, Inc.
- MET  - Modesto and Empire Traction Company
- METW - Municipality of East Troy Wisconsin
- METX - Northeast Illinois Regional Commuter Railroad (Metra)
- MF   - Middle Fork
- MFCX - Farmers Coop Grain and Supply Company; First Union Rail
- MFFX - M4 Holdings, Ltd.
- MG   - Mobile and Gulf Railroad
- MGA  - Monongahela Railway; Norfolk Southern Railway
- MGGU - Marcevaggi, S.P.A.
- MGMX - J and J Partnership
- MGRI - MG Rail, Inc.
- MGRS - Ferrocarriles Nacionales de Mexico
- MGSX - Martin Gas Sales, Inc.; CF Martin Sulphur, LP
- MH   - Mount Hood Railroad
- MHAX - United States Department of the Interior (Bureau of Mines Helium Field Operations)
- MHCO - Marquette and Huron Mountain Railroad
- MHFX - MHF Logistical Solutions, Inc.
- MHLX - General American Transportation Corporation
- MHM  - Conrail
- MHQU - Military Sealift Command (Washington, DC)
- MHQZ - Military Sealift Command
- MHRX - Mile-High Railcar Services, Inc.
- MHWA - Mohawk, Adirondack and Northern Railroad
- MI   - Missouri Pacific Railroad; Union Pacific Railroad
- MID  - Midway Railroad
- MIDH - Middletown and Hummelstown Railroad
- MIDX - MRC Rail Services, LLC
- MIEU - MI Engineering, Ltd.
- MIGN - Michigan Northern Railway
- MILW - Chicago, Milwaukee, St. Paul and Pacific Railroad (Milwaukee Road); Soo Line Railroad; Canadian Pacific Railway
- MILX - Milchem, Inc.; GE Rail Services Corporation
- MILZ - Soo Line Railroad, Canadian Pacific Railway
- MIMX - Minera Mexico International, Inc.
- MINE - Minneapolis Eastern Railway
- MINU - China Ocean Shipping Company
- MIPX - Millennium Petrochemicals, Inc.
- MIR  - Minneapolis Industrial Railway
- MIRX - Regional Recycling, LLC
- MIS  - Mississippi Central Railroad
- MISS - Mississippian Railway Cooperative, Inc.
- MISU - Malaysian International Shipping Corporation
- MISX - Milwaukee Solvents and Chemicals Corporation
- MJ   - Manufacturers Junction Railway
- MJVU - Merco
- MKC  - McKeesport Connecting Railroad
- MKCX - Morrison Knudsen Corporation
- MKFX - Century Rail Enterprises, Inc.
- MKIX - M-K Railroad Equipment Leasing Company; Morrison Knudsen Corporation
- MKT  - Missouri-Kansas-Texas Railroad; Union Pacific Railroad
- MKTT - Missouri-Kansas-Texas Railroad; Union Pacific Railroad
- MKTZ - Union Pacific Railroad
- MLCU - N.Y.K. Line
- MLCX - American Refrigerator Transit Company
- MLD  - Midland
- MLEX - Miles, Inc.
- MLHX - American Refrigerator Transit Company
- MLIX - Melbo Land and Investment Company
- MLLX - Montell USA, Basell USA, Inc.
- MLMX - Morrison Grain Company, Inc.; Metal Management, Inc.
- MLSX - Monsanto Company
- MLUX - Solutia, Inc.
- MMA  - Montreal, Maine and Atlantic Railway
- MMAC - Montreal, Maine and Atlantic Railway
- MMAX - Martin Marietta Aluminum, Inc.; Martin Marietta Corporation
- MMBX - Martin Marietta Corporation; Master Builders, Inc.
- MMCU - CIE Des Messageries Maritimes
- MMCX - M&M Chemical Products, Inc.; TransMatrix, Inc.
- MMID - Maryland Midland Railway
- MMMU - Fesco Pacific Lines
- MMMX - Minnesota Mining and Manufacturing (3M)
- MMRR - Mid-Michigan Railroad
- MMRX - Double M Ranch Enterprises
- MMSX - Blue Circle, Inc.
- MMXZ - Murphy Motor Express, Inc.
- MNA  - Missouri and Northern Arkansas Railroad
- MNAX - C and S Directional Boring, Inc.
- MNBR - M and B Railroad
- MNCW - Metro-North Commuter Railroad
- MNCX - Minnesota Corn Processors, Inc.
- MNJ  - Middletown and New Jersey Railway
- MNLU - Malaysian International Shipping Corporation
- MNLX - Exxon-Mobil Corporation
- MNN  - Minnesota Northern Railroad
- MNNR - Minnesota Commercial Railway
- MNPX - Morton Norwich Products, Inc.; Morton International, Inc.
- MNS  - Minneapolis, Northfield and Southern Railway; Soo Line Railroad; Canadian Pacific Railway
- MNTX - Minnesota Transportation Museum
- MNWX - Minnesota Department of Public Service (Weights and Measures Division)
- MOBX - Mobil Oil Corporation; Exxon-Mobil Corporation
- MOC  - Missouri Central Railroad
- MOCX - Missouri Portland Cement Company
- MOD  - Missouri Pacific Railroad
- MOEX - Morgan Engineering
- MOFX - Maxton Oil and Fertilizer Company
- MOGX - C.W. Brooks, Inc.
- MOHX - Monsanto Company; Solutia, Inc.
- MOLU - Mitsui O.S.K. Lines, Ltd.
- MOLX - International Molasses Corporation
- MON  - Monon Railroad; Seaboard System Railroad; CSX Transportation
- MONX - Monsanto Company; Solutia, Inc.
- MOPZ - Flexi-Van Leasing
- MORZ - Mitsui O.S.K. Lines, Ltd.
- MOSX - Mosinee Paper Corporation
- MOSZ - Mitsui O.S.K. Lines, Ltd.
- MOT  - Marine Oil Transportation
- MOTC - Montreal Tramways
- MOTU - Monsanto
- MOTX - Museum of Transportation
- MOTZ - Mitsui O.S.K. Lines, Ltd.
- MOWX - Fortaleza Construction Company
- MOXV - Moxahala Valley Railway
- MP   - Missouri Pacific Railroad; Union Pacific Railroad
- MPA  - Maryland and Pennsylvania Railroad; York Railway
- MPCX - Moyer Packing Company; Michels Pipeline Construction, Inc.
- MPEX - MotivePower Industries
- MPIT - Union Pacific Railroad
- MPIX - Myer's Propane Gas Service, Inc.; Motive Power, Inc.
- MPLI - Minnesota Prairie Line, Inc.
- MPLX - GE Rail Services
- MPLZ - Union Pacific Railroad
- MPRX - Motive Power Equipment and Solutions, Inc.
- MPSX - Missouri Public Service
- MPTX - Procor, Ltd.
- MPU  - Missouri Pacific Railroad, Union Pacific Railroad
- MPWX - Muscatine Power and Water
- MPZ  - Union Pacific Railroad
- MQCX - Monarch Cement Company
- MQGX - Morrison-Quirk Grain Corporation
- MQPX - Millennium Inorganic Chemicals, Inc.
- MR   - McCloud River Railroad; McLeod Railway
- MRAX - Mineral Range, Inc.
- MRCX - Evans Railcar Leasing Company; GE Rail Services Corporation
- MRDX - MidAmerican Energy Company
- MREX - Marshall Railway Equipment Corporation; Monad Railway Equipment Company
- MRI  - Mohall Railroad, Inc.
- MRL  - Montana Rail Link
- MRMX - MRMX Leasing and Management, LLC
- MRR  - Carolina Southern Railroad
- MRRX - General ElectricGE Rail Services
- MRS  - Manufacturers Railway
- MRSX - Mile-High Railcar Services, Inc.
- MS   - Michigan Shore Railroad
- MSAZ - National Motor Freight Traffic Association
- MSC  - Illinois Central Gulf Railroad
- MSCI - Mississippi Central Railroad
- MSCU - Mediterranean Shipping Company, SA
- MSCZ - Mediterranean Shipping Company, SA
- MSDR - Mississippi Delta Railroad
- MSE  - Mississippi Export Railroad
- MSIX - Morton International, Inc.
- MSLC - Minnesota Short Lines Company
- MSMX - Mid South Milling Company
- MSN  - Meeker Southern Railroad
- MSO  - Michigan Southern Railroad
- MSPX - P4 Productions, LLC
- MSQU - Military Sealift Command (Bayonne, New Jersey)
- MSRC - Kansas City Southern Railway
- MSRW - Mississippian Railway Cooperative, Inc.
- MSTL - Minneapolis and St. Louis Railway; Chicago and North Western Railway; Union Pacific Railroad
- MSTR - Massena Terminal Railroad
- MSUU - USPCI, Inc.
- MSV  - Mississippi and Skuna Valley Railroad
- MSWY - Minnesota Southern Railway
- MT   - Mississippi and Tennessee RailNet
- MTAX - MTAX Corporation
- MTC  - Mystic Terminal Company
- MTCO - Macon Terminal Company
- MTCX - Mallard Transportation Company
- MTCZ - Mayflower Transit and Storage
- MTDX - Midwest Transportation and Development Company
- MTFR - Minnesota Transfer Railway
- MTIU - Welfit Oddy (PTY), Ltd
- MTIZ - American Marine Industries
- MTLU - Montgomery Tank Lines
- MTLX - Metal Link International, LLC
- MTMU - March, Ltd.
- MTMX - Modern Track Machinery
- MTNX - Rocky Mountain Transportation Services
- MTPX - Montana Power Company
- MTR  - Montour Railroad; Youngstown and Southern Railway
- MTRX - TransMatrix, Inc.
- MTSU - Marine Transport Service, Inc.
- MTTX - Trailer Train Company; TTX Company
- MTW  - Marinette, Tomahawk and Western Railroad
- MTZ  - Mitsui O.S.K. Lines, Ltd.
- MUSC - Memphis Union Station Company
- MVCX - Chaparral Energy, Inc.
- MVP  - Missouri and Valley Park Railroad
- MVRY - Mahoning Valley Railway
- MVT  - Mount Vernon Terminal
- MWAX - Martin Marietta Materials, Inc.
- MWBX - Midwest By-Products Company
- MWCL - Midwest Coal Handling, Inc.
- MWCX - Midwest Railcar Corporation
- MWHX - Markwest Hydrocarbon Partners, Ltd.
- MWLX - Midwest Locomotive Leasing and Sales, Inc.
- MWLZ - Madrigal-Wan Hai Lines Corporation
- MWMX - Midwest Mud Company, Inc.; Golden Leasing
- MWPX - Murco Wall Products, Inc.
- MWR  - Muncie and Western Railroad
- MWRC - Mount Washington Railway
- MWRL - Molalla Western Railway; Hillvista Investment Company
- MWRR - Montana Western Railway
- MWRX - Midwest Rail Holdings, Inc.
- MWSX - Midwest Solvents Company, Inc.; GE Rail Services
- MWTT - Michigan-Wisconsin Transportation Company
- MXLU - Mexican Line
- MZIZ - Marko B Zanovich